# Jean Oehler
Pour les articles homonymes, voir Œhlert.
Jean Oehler, né le 30 mars 1937 à Krautergersheim (Bas-Rhin), est un homme politique français.

## Détail des fonctions et des mandats
Mandats locaux
- Adjoint au maire de Strasbourg
- 1979 - 1985 : Conseiller général du canton de Strasbourg-6

Mandats parlementaires
- 17 juillet 1979 - 31 octobre 1981 : Député européen (démissionne après son élection à l'Assemblée nationale et est remplacé par la suivante sur la liste, Paule Duport)
- 21 juin 1981 - 1er avril 1986 : Député de la 2e circonscription du Bas-Rhin
- 16 mars 1986 - 14 mai 1988 : Député du Bas-Rhin
- 12 juin 1988 - 1er avril 1993 : Député de la 3e circonscription du Bas-Rhin